# Amedeo IV di Ginevra
Amedeo IV di Ginevra (... – Parigi, 4 dicembre 1369) fu conte di Ginevra dal 1367 fino alla sua morte.

## Origine
Secondo Le Grand dictionnaire historique, Volume 5, Amedeo era il figlio secondogenito del conte di Ginevra Amedeo III e della moglie Matilde, o Mahaut, d'Auvergne († dopo il 1396) che, sia secondo Le Grand dictionnaire historique, Volume 5 che secondo la Histoire généalogique de la maison d'Auvergne, era figlia del conte d'Alvernia e di Boulogne Roberto VII e della sua seconda moglie, Maria di Dampierre o di Fiandra. 

Secondo Le Grand dictionnaire historique, Volume 5, Amedeo III di Ginevra era figlio del Conte di Ginevra, Guglielmo III e della moglie, Agnese, che, come confermano sia Le Grand dictionnaire historique, Volume 5 che lo storico francese Samuel Guichenon, nel suo Histoire généalogique de la royale maison de Savoie, era la figlia di Amedeo V, conte di Savoia, d'Aosta e di Moriana, e della sua prima moglie, Sibilla o Simona di Baugé che, sempre secondo Samuel Guichenon, era l'unica figlia del signore di Baugé e della Bresse Guido II di Baugé.

## Biografia
Suo fratello, Aimone III, succedette al padre, Amedeo III, nel gennaio del 1367; secondo Samuel Guichenon, in quel periodo Aimone III, al seguito di Amedeo VI di Savoia, era in Oriente, dove prese parte alla conquista di Gallipoli; dopo essere rientrati a Costantinopoli, nel mese di maggio di quello stesso anno presero la via del ritorno.
Non si conosce il luogo esatto della morte del fratello, Aimone III; morì verso la fine di agosto del 1367, pare nei pressi di Pavia.
Amedeo, fratello secondogenito, gli succedette come Amedeo IV.
Amedeo IV cambiò completamente le politiche precedentemente adottate da suo fratello e da suo padre nei confronti della Casa Savoia e supportò i vescovi delle diocesi di Losanna e di Ginevra contro suo cugino Amedeo VI di Savoia.
Sembra che Amedeo IV abbia concluso un accordo con il suo cugino savoiardo, Amedeo VI, verso il 13 maggio 1368, giorno in cui gli rese omaggio per la Contea di Ginevra.
Successivamente viaggiò in Italia assieme al conte di Savoia, Amedeo VI, partecipando alla campagna per costringere alla sottomissione Filippo II di Savoia-Acaia e fu presente al processo a Filippo tenuto da una corte savoiarda a Rivoli nel settembre-ottobre 1368.
È possibile che la ragione reale per aver accompagnato Amedeo VI in Italia fosse la ricerca di un'opportunità per parlare con l'imperatore, che si trovava nella regione in quel periodo.
Nel febbraio 1369 l'imperatore ripeté la revoca del vicariato di Amedeo.
Amedeo morì nel corso dello stesso anno a Parigi.

Gli succedette il fratello terzogenito Giovanni, come Giovanni I.

## Matrimonio e discendenza
Amedeo si era sposato con Giovanna di Frolois, discendente dei Vergy, e non ebbe discendenza.

## Ascendenza
|                                          |                                         |                                                    | Genitori                                                |  |  | Nonni |  |  | Bisnonni                    |  |  | Trisnonni                 |  |
|                                          |                                         |                                                    |                                                         |  |  |       |  |  | Amedeo II, conte di Ginevra |  |  | Rodolfo, conte di Ginevra |  |
|                                          |                                         |                                                    |                                                         |  |  |       |  |  | Amedeo II, conte di Ginevra |  |  | Rodolfo, conte di Ginevra |  |
|                                          |                                         | Maria de la Tour du Pin                            |                                                         |  |  |       |  |  | Amedeo II, conte di Ginevra |  |  |                           |  |
| Guglielmo III, conte di Ginevra          |                                         |                                                    |                                                         |  |  |       |  |  | Amedeo II, conte di Ginevra |  |  |                           |  |
|                                          |                                         | Agnese di Chalon                                   | Giovanni I, conte di Chalon ed Auxonne                  |  |  |       |  |  |                             |  |  |                           |  |
|                                          |                                         | Agnese di Chalon                                   | Giovanni I, conte di Chalon ed Auxonne                  |  |  |       |  |  |                             |  |  |                           |  |
|                                          |                                         | Agnese di Chalon                                   | Laura di Commercy                                       |  |  |       |  |  |                             |  |  |                           |  |
| Amedeo III, conte di Ginevra             |                                         | Agnese di Chalon                                   |                                                         |  |  |       |  |  |                             |  |  |                           |  |
|                                          |                                         | Amedeo V, conte di Savoia                          | Tommaso II, conte di Savoia                             |  |  |       |  |  |                             |  |  |                           |  |
|                                          |                                         | Amedeo V, conte di Savoia                          | Tommaso II, conte di Savoia                             |  |  |       |  |  |                             |  |  |                           |  |
|                                          |                                         | Amedeo V, conte di Savoia                          | Beatrice Fieschi                                        |  |  |       |  |  |                             |  |  |                           |  |
| Agnese di Savoia                         |                                         | Amedeo V, conte di Savoia                          |                                                         |  |  |       |  |  |                             |  |  |                           |  |
|                                          |                                         | Sibilla, signora di Baugé e Bresse                 | Guido II, signore di Baugé e Bresse                     |  |  |       |  |  |                             |  |  |                           |  |
|                                          |                                         | Sibilla, signora di Baugé e Bresse                 | Guido II, signore di Baugé e Bresse                     |  |  |       |  |  |                             |  |  |                           |  |
|                                          |                                         | Sibilla, signora di Baugé e Bresse                 | Delfina di Saint-Bonnet                                 |  |  |       |  |  |                             |  |  |                           |  |
| Amedeo IV, conte di Ginevra              |                                         | Sibilla, signora di Baugé e Bresse                 |                                                         |  |  |       |  |  |                             |  |  |                           |  |
|                                          | Roberto VI, conte d'Alvernia e Boulogne | Roberto V, conte d'Alvernia e Boulogne             |                                                         |  |  |       |  |  |                             |  |  |                           |  |
|                                          | Roberto VI, conte d'Alvernia e Boulogne | Roberto V, conte d'Alvernia e Boulogne             |                                                         |  |  |       |  |  |                             |  |  |                           |  |
|                                          | Roberto VI, conte d'Alvernia e Boulogne | Eleonora di Baffie, signora d'Ambert               |                                                         |  |  |       |  |  |                             |  |  |                           |  |
| Roberto VII, conte d'Alvernia e Boulogne | Roberto VI, conte d'Alvernia e Boulogne |                                                    |                                                         |  |  |       |  |  |                             |  |  |                           |  |
|                                          |                                         | Beatrice, signora di Montgascon                    | Falcone III, signore di Montgascon                      |  |  |       |  |  |                             |  |  |                           |  |
|                                          |                                         | Beatrice, signora di Montgascon                    | Falcone III, signore di Montgascon                      |  |  |       |  |  |                             |  |  |                           |  |
|                                          |                                         | Beatrice, signora di Montgascon                    | Isabella di Ventadour, signora di Marjaride e Montredon |  |  |       |  |  |                             |  |  |                           |  |
| Matilde d'Alvernia e Boulogne            |                                         | Beatrice, signora di Montgascon                    |                                                         |  |  |       |  |  |                             |  |  |                           |  |
|                                          |                                         | Guglielmo di Dampierre, signore di Termonde        | Guido di Dampierre, conte di Fiandra                    |  |  |       |  |  |                             |  |  |                           |  |
|                                          |                                         | Guglielmo di Dampierre, signore di Termonde        | Guido di Dampierre, conte di Fiandra                    |  |  |       |  |  |                             |  |  |                           |  |
|                                          |                                         | Guglielmo di Dampierre, signore di Termonde        | Matilde di Béthune                                      |  |  |       |  |  |                             |  |  |                           |  |
| Maria di Dampierre                       |                                         | Guglielmo di Dampierre, signore di Termonde        |                                                         |  |  |       |  |  |                             |  |  |                           |  |
|                                          |                                         | Alice di Clermont-Nesle, viscontessa di Châteaudun | Raoul II di Clermont-Nesle, signore di Nesle            |  |  |       |  |  |                             |  |  |                           |  |
|                                          |                                         | Alice di Clermont-Nesle, viscontessa di Châteaudun | Raoul II di Clermont-Nesle, signore di Nesle            |  |  |       |  |  |                             |  |  |                           |  |
|                                          |                                         | Alice di Clermont-Nesle, viscontessa di Châteaudun | Alice di Dreux-Beu, viscontessa di Châteaudun           |  |  |       |  |  |                             |  |  |                           |  |
|                                          |                                         | Alice di Clermont-Nesle, viscontessa di Châteaudun |                                                         |  |  |       |  |  |                             |  |  |                           |  |

### Fonti primarie
- (LA, FR)  Histoire généalogique de la maison d'Auvergne.
- (LA, FR)  Preuves de l'Histoire généalogique de la royale maison de Savoie, justifiée par titres, ..par Guichenon, Samuel.

### Letteratura storiografica
- (FR)  Le Grand dictionnaire historique, Volume 5.
- Eugene L. Cox, The Eagles of Savoy: The House of Savoy in Thirteenth-Century Europe, Princeton University Press, Princeton, New Jersey, 1974.